# Gideon Levy (Israëlisch journalist)

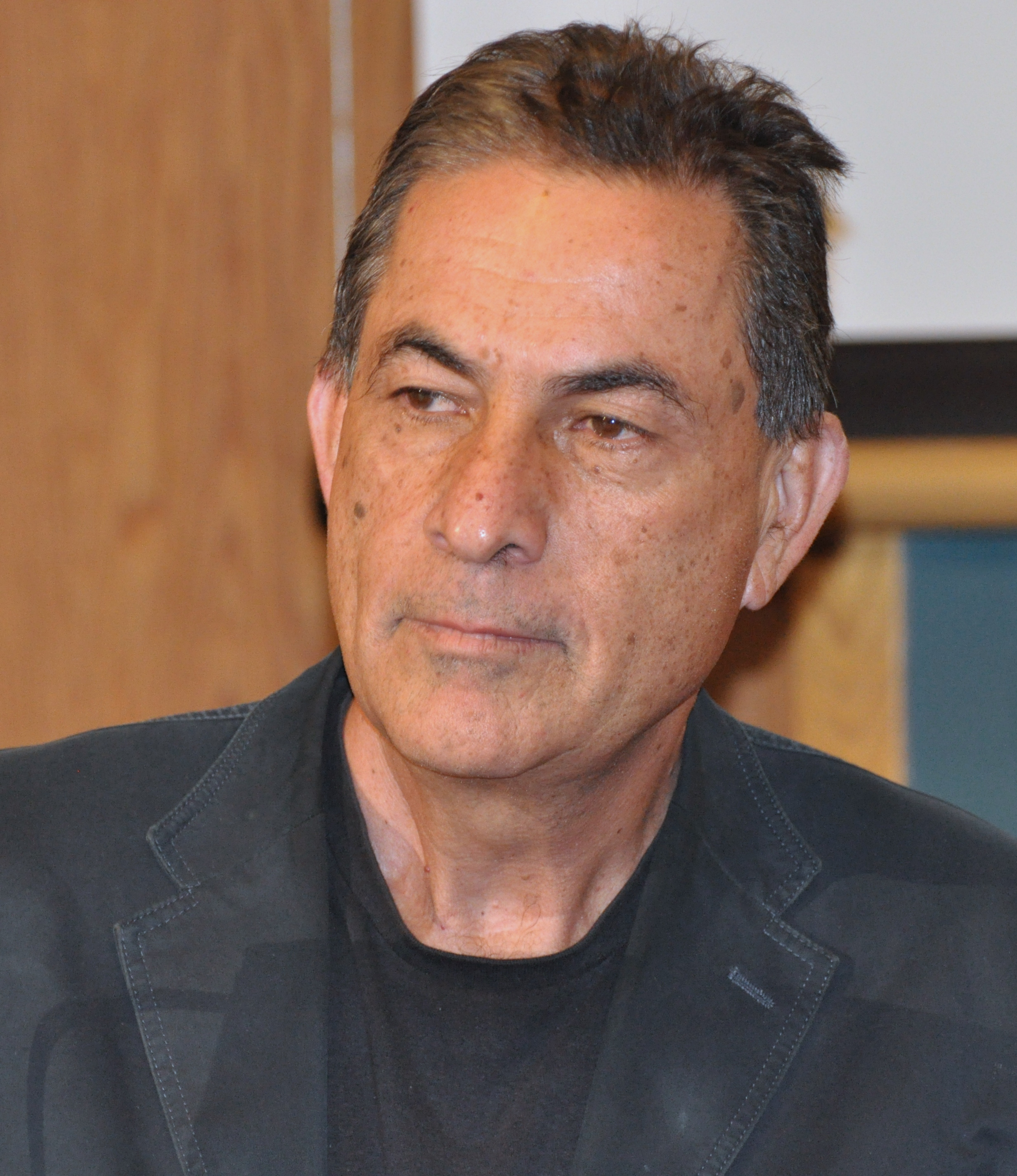
Gideon Levy in 2011

Gideon Levy (Hebreeuws: גדעון לוי) (Tel Aviv, 2 juni 1953) is een Israëlische journalist. Hij schrijft opiniestukken en columns over met name de bezetting door Israël van Palestijnse gebieden.

## Biografie
Gideon Levy's beide ouders kwamen uit het toenmalige Tsjechoslowakije, waar ze vlak voor de Tweede Wereldoorlog moesten vluchten. Levy's vader, Heinz (Zvi) Loewy,  kwam uit Žatec en studeerde in Praag af in de rechten. In 1939 ontvluchtte hij het naziregime en kwam op een boot met illegale immigranten terecht, waarna hij na allerlei omzwervingen uiteindelijk in het Mandaatgebied Palestina belandde. Daar werkte hij eerst bij een bakkerij in Herzliya en later als kantoorbediende. Levy's moeder kwam in 1939 als kind tijdens een reddingsactie in Palestina terecht, waar ze werd ondergebracht in een kibboets. Ze leefden aanvankelijk in armoede, maar dankzij het Verdrag van Luxemburg (1952) verbeterde hun leefsituatie.
Levy woont zelf tegenwoordig in Ramat Aviv, een wijk van Tel Aviv. Hij is gescheiden en vader van twee kinderen.

## Carrière
In 1974 werd Levy opgeroepen voor het Israëlische defensieleger. Hij werkte in zijn militaire periode voor Galei Tzahal, een Israëlische radiozender. Van 1978 tot 1982 werkte hij voor Shimon Peres, die toen leider was van de Arbeidspartij. In 1982 begon hij voor de Israëlische krant Haaretz te schrijven. Hij schreef onder andere een column over de moeilijkheden waar Palestijnen sinds 1988 mee te maken hadden, die hij later bundelde tot een boek. Naar eigen zeggen is hij, naarmate hij langer als journalist voor Haaretz werkte, zich steeds bewuster geworden van het Israëlische beleid ten aanzien van de Palestijnse bevolking.
Samen met documentairemaker Haim Yavin schreef hij aan de serie Whispering Embers, over de Joden in Rusland na de val van het communisme. Hij had een eigen talkshow genaamd A Personal meeting with Gideon Levy, en verscheen ook in andere talkshows.
Levy heeft meerdere prijzen gewonnen, waaronder de Emil Grunzweig Human Rights Award die hem in 1996 door de Vereniging voor Burgerrechten in Israël werd toegekend en in 2015 de Olof Palme-prijs.  In 2021 won hij de hoogste journalistieke prijs van Israël, de Sokolov Award.